# Boeckelt

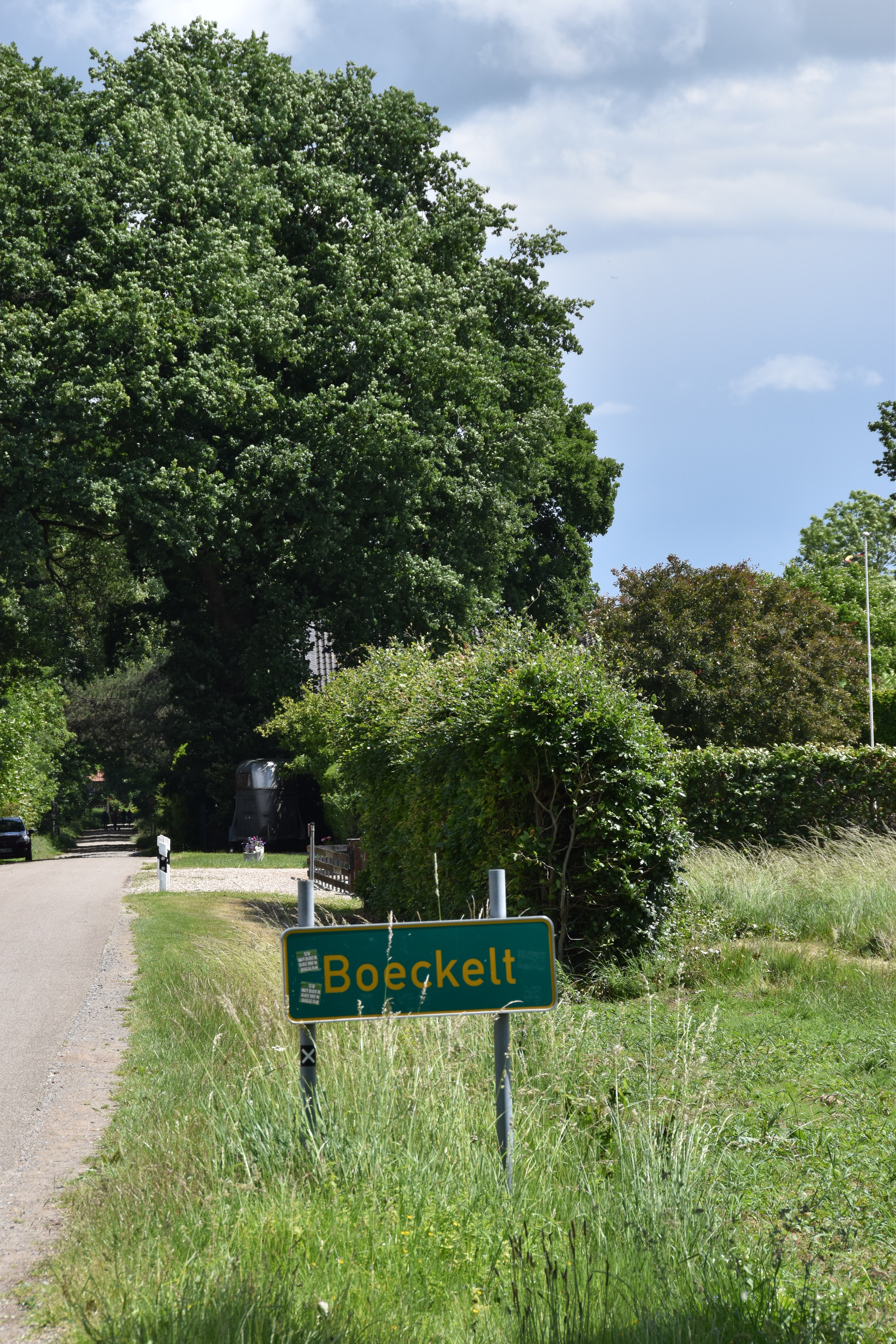
Das Ortsschild Boeckelt mit Blick auf den Bartelter Weg

Boeckelt ist eine Bauerschaft im Stadtteil Kapellen an der Fleuth von Geldern im Kreis Kleve. Im Jahre 1925 wurde der „Schützenverein Einigkeit Boeckelt“ gegründet, der heute noch besteht. In der Alten Boeckelter Schule befindet sich heute ein Restaurant. Zu den Sehenswürdigkeiten zählt das Naturschutzgebiet Fleuthkuhlen sowie der Jazz-Platz an der Otto-Hahn-Straße.